# Horst Stowasser

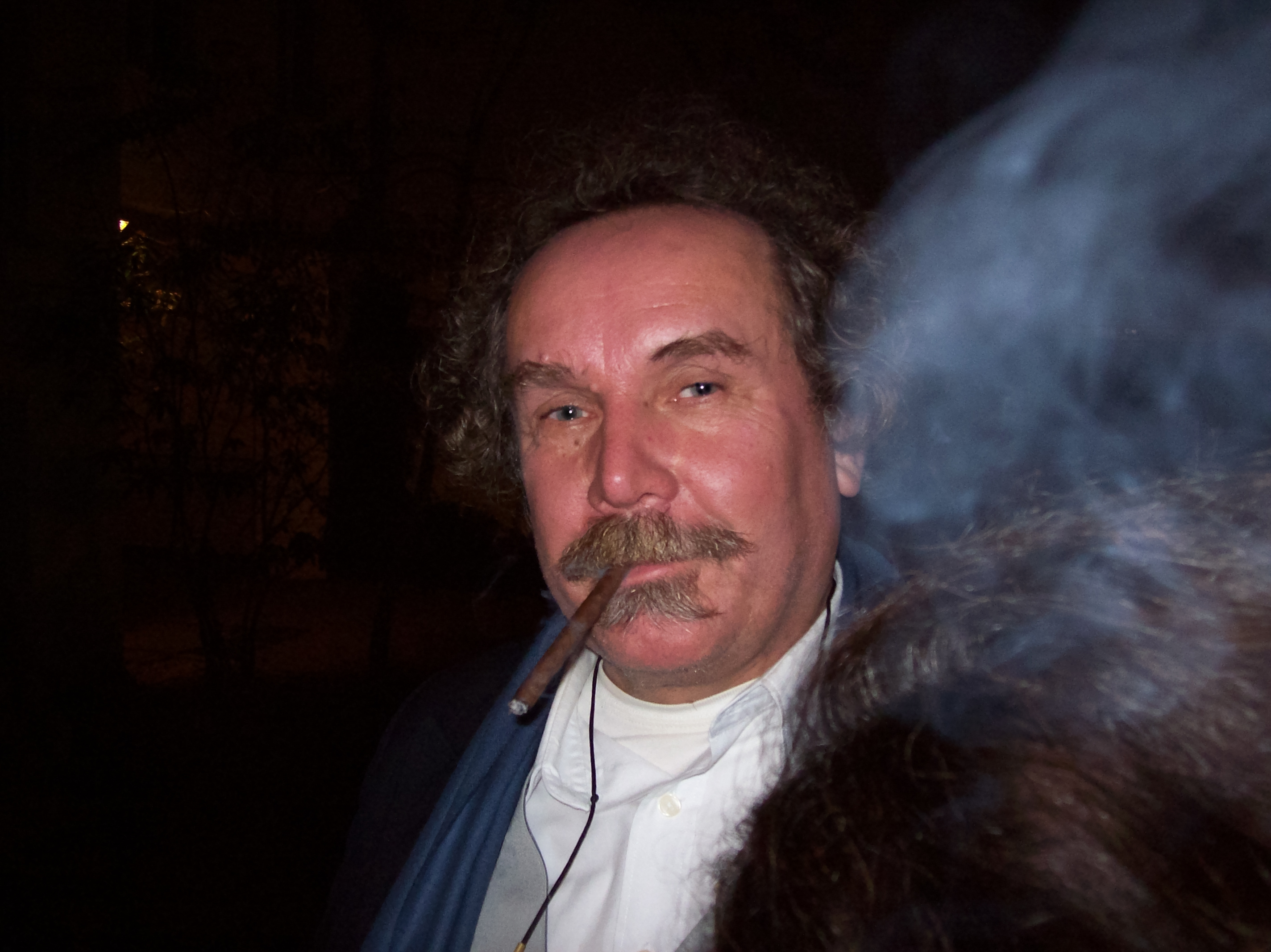
Stowasser in Berlin 2007

Horst Stowasser (* 7. Januar 1951 bei Wilhelmshaven; † 30. August 2009 in Ludwigshafen am Rhein) war ein deutscher Autor und Anarchist.

## Leben
Teile seiner Jugend verbrachte Horst Stowasser in Argentinien, wo er zur Schule ging und mit dem historischen Anarchismus in Berührung kam, sich politisch engagierte und mehrmals verhaftet wurde. Nach seinem Abitur in Argentinien begann er in Deutschland ein Studium der Landwirtschaft und Romanistik. Er unternahm mehrere Weltreisen und knüpfte so Kontakte um den ganzen Globus.
In Deutschland begründete er 1971 das anarchistische Dokumentationszentrum in Wetzlar, das später in AnArchiv umbenannt wurde und sich heute in Neustadt an der Weinstraße befindet. Es bietet eine umfangreiche Sammlung von Dokumenten, Zeitschriften und Literatur zum Anarchismus mit deutschsprachigem Schwerpunkt.
Aufgrund eines Zeitungsartikels (1980) mit Aussagen „Jeder Soldat ist ein berufsmäßiger, trainierter Mörder…..“ (s. a. Tucholsky-Zitat „Soldaten sind Mörder“) wurde er zu 3.500 DM Geldstrafe wegen Beleidigung der Soldaten schlechthin verurteilt, doch dann im Berufungsverfahren freigesprochen mit der Begründung: Ausdrücke wie „Soldaten sind Mörder“ sind zulässig, solange sie sich auf alle Armeen der Welt beziehen (und nicht speziell auf eine Einzelperson oder eine überschaubare Personengruppe wie die Bundeswehr).
1985 publizierte er ein Buch, in dem er eine neue Form des „Projektanarchismus“ vorschlug. Dieses sogenannte Projekt A zielte auf die Verankerung libertärer Projekte im Alltagsleben einer Kleinstadt. Diese Idee wurde ab 1989 in die Praxis umgesetzt. In Neustadt an der Weinstraße, wo Stowasser selbst mitarbeitete, sowie zwei weiteren Orten und im Ausland wurde mit der Umsetzung begonnen. Nach einer Krise Mitte der 1990er Jahre wird derzeit in einem Diskussionsprozess an der Fortführung des Projektes gearbeitet. Stowasser lebte weiterhin dort und baute ein Wohn- und Lebensprojekt auf, in dem auch das AnArchiv untergebracht werden sollte.
Im Frühjahr 2007 erschien sein Buch Anarchie! Idee – Geschichte – Perspektiven, das hohe Verkaufszahlen und breite Rezeption in der Presse erreichte. Unter anderem wurde es als "überraschendes und taugliches Grundlagenwerk"(NZZ), "das in keiner Hausbibliothek fehlen darf" (Die Zeit) bezeichnet. Im Juni 2007 belegte es Platz 1 in der Liste der Sachbücher des Monats.
Am 30. August 2009 starb er in einem Ludwigshafener Krankenhaus an den Folgen einer Sepsis.

## Theorie und Projekte
Horst Stowasser setzte sich für projektorientiertes Arbeiten ein und vertrat keine theoretische Strömung des Anarchismus. Der „Projektanarchismus“ schaffe Arbeits- und Wohnmöglichkeiten in kollektiver Selbstverwaltung. In Stowassers Wohnort Neustadt gab es vor der Krise des Projektes Mitte der 90er Jahre 14 selbstverwaltete Betriebe, von denen etwa die Hälfte bis heute  überlebt haben und die im „Werk Selbstverwalteter Projekte und Einrichtungen“ (WESPE) zusammengeschlossen sind. „Es wird versucht, selbstverwaltete, dezentrale, ökologische und libertäre Strukturen aufzubauen und miteinander zu vernetzen, die wirtschaftlich, kulturell und politisch wirken“. Das letzte Projekt war das selbstverwaltete generationenübergreifende Wohnprojekt Eilhardshof im Mietshäuser Syndikat, das als Baudenkmal kollektiv in Gemeineigentum verwaltet werden und neben Gemeinschaftsräumen aus Einzelwohnungen bestehen sollte. Es wurde durch Direktkredite finanziert, musste aber im August 2010 Insolvenz anmelden.

## Schriften
- Der Aufstand der Kronstädter Matrosen. An-Archia, Wetzlar 1973.
- Die Machnotschina. Der Kampf anarchistischer Rebellen für eine freie Gesellschaft in der Ukraine, 1917–1922. 2. Auflage. An-Archia, Wetzlar 1979.
- Das Projekt A. 1. Auflage. An-Archia, Wetzlar 1985 (2. Auflage 1992).
- Freiheit pur. Die Idee der Anarchie, Geschichte und Zukunft. Eichborn Verlag, Frankfurt am Main 1995, ISBN 3-8218-0448-3 (archive.org).
- Leben ohne Chef und Staat. Träume und Wirklichkeit der Anarchisten. 14. Auflage. Karin Kramer, Berlin 2003, ISBN 3-87956-120-6 (archive.org).
- Anti-Aging für die Anarchie? Das libertäre Barcelona und seine anarchistischen Gewerkschaften… Eine Reportage. Edition AV, Lich 2006, ISBN 978-3-936049-72-5.
- Proyecto A. In: Murray Bookchin, D. Liguri, H. Stowasser (Hrsg.): La utopía es posible. Experiencias posibles. Tupac, Buenos Aires 2007 (spanisch).
- Anarchie! Idee, Geschichte, Perspektiven. 2. Auflage. Edition Nautilus, Hamburg 2007, ISBN 978-3-89401-537-4 (archive.org – Neuauflage von Freiheit pur).[6]
- mit Ch. Gauglitz: Auf den Spuren des Glücks. Eine leicht anarchische Genussreise durch Frankreich. Edition Strasser, Albersweiler 2009, ISBN 978-3-940668-15-8.